# Keynesiánství
Keynesiánství, keynesovství či Keynesova ekonomie je ekonomický směr, který ospravedlňuje zásahy státu do veřejné ekonomické sféry. Keynesiánství je tvořeno různými makroekonomickými teoriemi o tom, jak především v krátkodobém horizontu, a obzvláště v době recese, je ekonomická produkce výrazně ovlivněna agregátní poptávkou (celkovou poptávkou v ekonomice). Podle keynesiánství se agregátní poptávka nemusí přímo rovnat kapacitě produktivity ekonomiky. Místo toho je ovlivněna řadou faktorů a někdy se chová nevyzpytatelně, ovlivňuje produkci, zaměstnanost a inflaci.
Keynesiánství se vyvíjelo během a po Velké hospodářské krizi z idejí prezentovaných Johnem Maynard Keynesem ve své knize z roku 1936 The General Theory of Employment, Interest and Money (Obecná teorie zaměstnanosti, úroku a peněz). Keynesův přístup byl v kontrastu s jeho přístupem k agregátní klasické ekonomice zaměřené na nabídku, která předcházela jeho knize. Interpretace Keynesovy teorie, které následovaly, jsou rozporuplné a několik škol ekonomického myšlení si přivlastňuje jeho odkaz.
Keynesiánští ekonomové obecně polemizují o tom, že jelikož je agregátní poptávka těkavá a nestabilní, tržní hospodářství často pociťuje neefektivní makroekonomické výstupy ve formě ekonomické recese (když je poptávka nízká) a inflace (když je poptávka vysoká). Tyto mohou být zmírněny reakcemi hospodářské politiky, zejména opatřeními monetární politiky centrální bankou a opatřeními fiskální politiky od vlády, které mohou pomoci stabilizovat objem výroby po dobu hospodářského cyklu. Keynesiánští ekonomové většinou zastávají řízené tržní hospodářství – převážně v soukromém sektoru, ale s aktivní účastí vládních intervencí během recese a deprese.
Keynesiánství představilo standardní ekonomický model v rozvinutých zemích během pozdějšího období Velké hospodářské krize, druhé světové války a poválečné ekonomické expanze (1945-1973), i přesto, že ztratilo nějaký vliv díky odpoutání od zlatého standardu a během ropné krize, což mělo za důsledek stagflaci 70. let. Vznik finanční krize v letech 2007-08 zapříčinilo oživení keynesiánské myšlenky, která pokračuje jako neokeynesiánství.

## Předkeynesiánská makroekonomika
Makroekonomie je obor teoretické ekonomie, který zkoumá ekonomický systém  jako celek, jako například celková cenová hladina, úroková sazba a míra nezaměstnanosti.
Klasicistní teorie částečné rovnováhy rozděluje ekonomiku do rozdělených trhů, a rovnovážné kondice každého tohoto trhu by mohly být vyjádřeny jednoduchou rovnicí vyjadřující jednu proměnnou. Teoretický aparát křivek poptávky a nabídky, vyvinutý Fleemingem Jenkinem a Alfredem Marshallem, nabídla sjednocení matematického základu tohoto přístupu, který Lausannská škola zobecnila do obecné teorie rovnováhy.
Pro makroekonomii jsou relevantními dílčími teoriemi: Kvantitativní teorie peněz určující cenovou hladinu, Klasická teorie úrokové míry, a pro zaměstnanost podmínku, na kterou Keynes odkazuje jako na “první postulát klasické ekonomie”, v němž se uvádí, že mzda se rovná meznímu produktu, který je přímým uplatněním marginalistických principů rozvinutých během 19. století (viz Obecná teorie). Keynes se snažil nahradit tyto tři aspekty klasické teorie.

## Příčiny vzniku keynesiánství
Nejvýznamnější knihou keynesiánců je kniha Obecná teorie zaměstnanosti, úroku a peněz vydaná v roce 1936. Kniha byla reakcí na velkou hospodářskou krizi z přelomu dvacátých a třicátých let 20. století. Ekonomie do té doby obecně věřila, že pokud není volný trh deformován státními zásahy, při jakékoliv změně v prostředí se tržní podmínky automaticky přizpůsobí dlouhodobě nejefektivnějšímu trendu. Krize však zasadila ránu neoklasické ekonomii (která byla tehdy uznávaná jako ekonomie hlavního proudu).
Toto selhání si ekonomové té doby nedokázali vysvětlit (s alternativním vysvětlením přišel o 40 let později ekonom Milton Friedman, člen chicagské ekonomické školy a duchovní otec teorie monetarismu). Keynes tedy na základě makroekonomických analýz dospěl k závěru, že existuje ještě obecnější teorie, a ekonomie neoklasická je pouze jejím speciálním případem. Tedy vyslovil názor, že za určitých okolností se nemusí trh nutně vždy přibližovat nejefektivnějšímu bodu, ale může se ustálit v situaci, kdy je produkt nízký a nezaměstnanost vysoká. Takovými podmínkami může být např. tzv. spekulativní motiv poptávky po penězích či past na likviditu, která v určitých případech (např. hluboká a dlouho trvající krize) může způsobit totální neúčinnost monetární (měnové) politiky (ta je alfou a omegou monetaristické teorie, proto jsou tyto faktory monetaristy hlasitě odmítány).
Právě nezaměstnanost je v očích keynesiánských ekonomů největším zlem v ekonomice (monetaristé naopak za největší zlo považují vysokou inflaci).
Z těchto důvodů vidí keynesiánská politika východisko v politice fiskální (rozpočtové). Tímto východiskem je státní rozpočtová stimulace agregátní poptávky v dobách deprese a krytí jejího schodku v době konjunktury. Jinými slovy, v době ekonomické prosperity stát vytváří přebytky, kterými pak stimuluje ekonomiku v době krize, kdy ekonomika stagnuje.
V souladu s touto teorií byl rozpracováván i politicko-hospodářský program New Deal prezidenta USA Franklina D. Roosevelta, jehož součástí byl i jeden z největších projektů z veřejných zakázek v historii lidstva, mamutí projekt TVA (regulace břehu řeky Tennessee s výstavbou množství přehrad a vodních nádrží).

## Obecná teorie
Ekonomické ideje, které se staly základem Keynesiánské ekonomiky, byly předem ustanoveny v Keynesově hlavní tezi – Obecná teorie zaměstnání, úroků a peněz (1936). Čítající téměř 400 stránek, napsána během toho, co byl svět ochromen Velkou hospodářskou krizí, během které se nezaměstnanost vyšplhala na 25 % ve Spojených státech a až na 33 % v některých zemích. Je téměř plně teoretické povahy, oživená příležitostnými pasážemi satiry a společenskými komentáři. Kniha měla hluboký dopad na ekonomické myšlení, a, od doby co byla vydána, se debatuje o jejím významu.

### Keynes a klasické ekonomické školy
Keynes začíná Obecnou teorii shrnutím klasické teorie zaměstnanosti tak, jak na ni on nahlíží, kterou shrnuje formulací Sayova zákona pomocí výroku „Nabídka si vytváří svou vlastní poptávku“.
Podle klasické teorie je mzdová sazba určována marginální produktivitou práce a rovností mezi počtem zaměstnaných lidí a těch, kteří jsou ochotní pracovat za tuto sazbu. Nezaměstnanost může být způsobena donucením nebo může být dobrovolná ve smyslu toho, že vychází z odmítání zaměstnanosti v důsledku právních předpisů nebo společenských praktik nebo z pouhé lidské zatvrzelosti, ale “klasické postuláty nepřipouští existenci této třetí kategorie”, kterou Keynes popisuje jako “nedobrovolná nezaměstnanost”.
Keynes vznáší dvě námitky proti předpokladu klasické teorie, že “mzdové vyjednávání určuje reálnou mzdu”. První námitka leží v podstatě toho, že “práce stanovuje (v rámci omezení) spíše pro peněžitou mzdu, než reálnou mzdu”. Ta druhá říká, že klasická teorie předpokládá, že “reálná cena práce závisí na mzdovém vyjednávání, které práce vytváří s podnikateli”, zatímco “pokud se peněžitá mzda změní, jeden by očekával, že klasická škola bude tvrdit, že se ceny budou měnit v skoro stejném poměru, což zanechá reálnou mzdu a míru nezaměstnanosti prakticky na stejné úrovni jako předtím”. Keynes považuje svou druhou námitku za podstatnější, ale jeho očekávání ohledně klasické školy jsou v rozporu s Kvantitativní teorií peněz, a většina komentátorů se soustředila na námitku první.

### Nezaměstnanost podle Keynesiánství

#### Úspory a investice
Úspory jsou část příjmu, která není určena ke spotřebě, a spotřeba je část výdajů, která není určena k investicím např. do zboží dlouhodobé spotřeby. Spoření tedy zahrnuje hromadění (akumulace příjmu jako hotovosti) a nákup zboží dlouhodobé spotřeby. Existence čistého hromadění nebo poptávky po hromadění, není uznána zjednodušeným předpokladem likvidity Obecné teorie.
Jakmile Keynes odmítl Klasickou teorii, že nezaměstnanost je způsobena nadměrnými platy, navrhl její alternativu založenou na vztahu mezi úsporami a investicemi. Podle jeho názoru vzniká nezaměstnanost vždy, když podněty podnikatelů k investování nedokáží udržet krok se sklonem společnosti k tomu, si spořit (sklon je jedním z Keynesových synonym pro “poptávku”). Úrovně úspor a investic musí být stejné a příjmy jsou proto drženy až na úroveň, ve které touha spořit není větší než popud k investování.
Motivace k investování vzniká souhrou mezi fyzickou situací výroby a psychologickými očekáváními budoucí ziskovosti, ale jakmile jsou tyto věci poskytnuty, pobídka je nezávislá na příjmech a závisí pouze na úrokové míře r. Keynes označuje jejich hodnotu jako funkci r jako „plán mezní efektivnosti kapitálu“.
Sklon ke spoření se chová zcela jinak. Úspory jsou jednoduše ta část příjmu, která není věnována spotřebě, a:
…zdá se, že převažující psychologický zákon je, že když se zvýší souhrnný příjem, spotřební výdaje se také zvýší, ale v menší míře.
Keynes dodává, že “tento psychologický zákon byl nesmírně důležitý ve vývoji mé vlastní myšlenky”.

#### Preference likvidity

Odhad příjmu podle Obecné teorie.

Keynes pohlížel na finanční zdroje jako na jeden z hlavních determinantů stavu reálné ekonomiky. Význam, který mu přikládal je jedna z inovativních vlastností jeho práce a ovlivnila (politicky nepřátelský) monetarismus.
Finanční zdroje přichází na řadu pomocí funkce „preference likvidity“, která specifikuje obnos peněz, který u sebe chtějí lidé mít v závislosti na stavu ekonomiky. Keynes ve své první (a nejjednodušší) úvaze (Kapitola 13) uvádí, že preference likvidity je založena výhradně na úrokové sazbě r, která je považována za nevyplacené příjmy držením bohatství v likvidní podobě – díky tomu může být preference likvidity zapsána L(r) a v rovnici se musí rovnat externě zajištěným zdrojem peněz M̂.

#### Keynesův ekonomický model
Peněžní přítok, úspory a investice se kombinují za účelem určení úrovně příjmu, jak je znázorněno na diagramu, kde horní graf zobrazuje zásobu peněz (na svislé ose) proti úrokové sazbě. M̂ určuje rozhodující úrokovou sazbu r̂ prostřednictvím funkce preference likvidity. Úroková míra určuje výši investice Î v plánu marginální efektivnosti kapitálu, zobrazené jako modrá křivka v dolním grafu. Červené křivky ve stejném diagramu ukazují, jaké sklony k uložení budou pro různé příjmy Y ; a příjem Ŷ odpovídající rovnovážnému stavu ekonomiky musí být ten, pro který se implicitní míra úspor při stanovené úrokové sazbě rovná  Î.
Ve více komplikovanější Keynesiánské teorii preference likvidity (prezentované v kapitole 15 Obecné teorie) poptávka po penězích závisí na příjmech stejně jako na úrokové sazbě a analýza se stává komplikovanější. Keynes nikdy plně nezahrnul svou druhou doktrínu o preferenci likvidity se zbytkem své teorie, nechal tento úkol dokončit Johna Hickse (viz Model IS-LM níže).

#### Mzdová rigidita
Přestože Keynes odmítá klasické vysvětlení nezaměstnanosti založené na rigiditě mezd, není jasné, jaký vliv má mzdová míra na nezaměstnanost ve svém vlastním systému. Považuje mzdy všech pracovníků úměrné k jednotné sazbě stanovené kolektivním vyjednáváním a volí své jednotky tak, aby se tato míra nikdy ve své diskusi neobjevila samostatně. To je prezentováno implicitně v těch množstvích, která jsou vyjádřena v mzdových jednotkách, zatímco nejsou vyjádřeny v penězích. Je proto obtížné zjistit, zda a jakým způsobem by se jeho výsledky lišily pro jinou mzdovou míru, není ani zcela jasné, co si o této záležitosti myslel.

### Opatření proti nezaměstnanosti

#### Monetární opatření
Zvýšení peněžních zdrojů podle Keynesovy teorie povede ke snížení úrokových sazeb a ke zvýšení objemu investic, což může být výnosné a přinést celkové zvýšení příjmů.

#### Fiskální opatření
Jméno Johna Keynese je spojováno spíše s fiskálními než monetárními přístupy, i přesto, že v Obecné teorii se jim dostává jen malé (a často satirické) pozornosti. Zmiňuje “zvýšení veřejných prací” jako příklad toho, co může znásobit zaměstnanost. Tato myšlenka ovšem předchází vývoj jeho relevantní teorie a už se jí poté dále nezabývá.

## Keynesiánské modely a koncepty

### Agregátní poptávka

Keynesiánsko/Samuelsonský kříž

Keynesův pohled na úspory a investice byl jeho nejdůležitější odklon od klasického názoru. To může být ilustrováno pomocí „Keynesiánského kříže“, který vymyslel Paul Samuelson. Horizontální osa označuje celkový příjem a fialová křivka zobrazuje C(Y), sklon ke spotřebě, jehož doplněk S(Y) je sklon k spoření: součet těchto dvou funkcí se rovná celkovému příjmu, který je zobrazen přerušovanou čárou o 45°.
Horizontální modrá čára I(r) je plán mezní efektivnosti kapitálu, jehož hodnota je nezávislá na Y. Keynes to interpretuje jako poptávku po investicích a označuje součet požadavků na spotřebu a investice jako „agregátní poptávku“, v grafu vynesenou jako samostatnou křivku. Agregátní poptávka musí odpovídat celkovým příjmům, takže rovnovážný příjem musí být určen podle okamžiku, kdy křivka agregátní poptávky překročí hranici 45°. Toto je stejná horizontální poloha jako průsečík I(r) s S(Y).
Rovnice I(r) = S(Y) byla přijata klasiky, kteří ji považovali za podmínku rovnováhy mezi nabídkou a poptávkou po investičních fondech a stanovením úrokové sazby. Pokud však měli koncept agregátní poptávky, viděli poptávku po investicích jako S(Y), jelikož pro ně spoření bylo pouze nepřímým nákupem investičního majetku, takže agregátní poptávka spolu s výsledkem, že agregátní poptávka byla rovna celkovému příjmu ve své podstatě, spíš než rovnovážný stav. Keynes bere na vědomí tento názor v kapitole 2, kde ho nalézá v brzkých spisech Alfreda Marshalla, ale dodává, že “doktrína není dnes v této hrubé podobě nikde uvedena”.
Rovnice I(r) = S(Y) je přijata Keynesem pro některé nebo všechny z následujících důvodů:
- V důsledku „principu efektivní poptávky“, který tvrdí, že agregátní poptávka musí odpovídat celkovým příjmům (Kapitola 3).
- Jako důsledek identifikace úspor s investicemi (kapitola 6) spolu s rovnovážným předpokladem, že tato množství odpovídají jejich požadavkům.
- Je v souladu s podstatou klasické teorie trhu s investičními fondy, jehož závěr považuje klasiky za nesprávně vyložené pomocí kruhového uvažování (Kapitola 14).

Tyto argumenty se vzájemně podporují podle Keynesových předpokladů, ale nemusí nutně splňovat předpoklady obecnější, např. pokud se bavíme o zahraničním obchodu jako v Mundell-Flemingově modelu.

### Keynesiánský multiplikátor (násobitel)
Keynes představuje svou diskuzi o multiplikátoru v kapitole 10 s odkazem na Kahnovu dřívější práci (viz výše). Kahnův multiplikátor označuje jako “multiplikátor zaměstnanosti” odlišným od svého “investičního multiplikátoru” a říká, že oba jsou jen „trochu jiné“. Kahnovu multiplikátoru byla v následujících Keynesiánských spisech přiřazena přední úloha pro vývoj Keynesovy vlastní teorie – výklad podpořený obtížnějším pochopením Keynesova podání.. Kahnův multiplikátor dává název („Model multiplikátoru“) na konto Keynesiánské teorie v Samuelsonově ekonomii a je téměř tak významný v díle “A Guide to Keynes” od Alvina Hansena a v Introduction to the Theory of Employment od Joany Robinsonové.
Hodnota, kterou Keynes přiřazuje Kahnově multiplikátoru, je reciproční mezní sklon ke spoření: k = 1 / S'(Y). Odpovídající vzorec pro Kahnův násobitel v uzavřené ekonomice by měl být k'= 1 / H' (Y), kde H '(Y) je mezní sklon k hromadění. Keynesův vzorec je stejný jako Khanův jedině v tom případě, že úspory mohou být identifikovány s hromaděním zásob. Keynes dal jeho vzorci téměř status definice (předkládá se před jakýmkoli vysvětlením). Jeho násobitel je skutečně hodnota „poměru ... mezi přírůstkem investic a odpovídajícím přírůstkem souhrnného příjmu“ podle jeho modelu preference likvidity v kapitole 13, což znamená, že příjmy musí nést celý účinek změny v investování. Ale, podle modelu z kapitoly 15, má změna v rozvrhu marginální efektivnosti kapitálu účinek sdílený mezi úrokovou sazbou a příjmem v poměrech závisejících na parciální derivacích funkce preference likvidity. Výsledný násobitel má složitější vzorec a menší číselnou hodnotu.

Past na likviditu: diagram založený na Keynesovi.

### Past na likviditu
Past na likviditu je fenomén, který může překážet efektivitě měnové politiky při snižování nezaměstnanosti.

Graf modelu IS_LM

Obecně se má za to, že úroková sazba nespadá pod určitý limit, často považovaný za nulový nebo mírně záporný. Keynes navrhl, že tento limit může být značně větší než nula, ale nepřidělil mu příliš praktický význam. Termín „past likvidity“ byl vytvořen Dennisem Robertsonem v jeho komentářích k Obecné teorii, ale byl to John Hicks v „Mr. Keynes and The Classics“, který v něm spatřil trochu jiný koncept.
Pokud je ekonomika v takovém postavení, že křivka preferencí likvidity je téměř svislá, což se musí stát, když se blíží dolní hranice r, potom změna peněžní zásoby M̂  téměř nezmění rovnováhu úrokové míry r̂ nebo, pokud nedojde k kompenzování strmosti v ostatních křivkách, k výslednému příjmu Ŷ. Jak uvedl Hicks, „peněžní prostředky nebudou dále zvyšovat úrokovou sazbu“.
Paul Krugman rozsáhle pracoval na pasti likvidity a tvrdil, že je to problém, který stojí před japonskou ekonomikou kolem přelomu tisíciletí. Ve svých pozdějších slovech:
„Krátkodobé úrokové sazby byly téměř nulové, dlouhodobé sazby byly na historických minimech, přesto soukromé investiční výdaje zůstaly nedostatečné pro to, aby se ekonomika vyhnula deflaci. V tomto prostředí byla měnová politika stejně neefektivní, jak popsal Keynes. Pokusy Japonské Banky zvýšit peněžní zásoby jednoduše přispěly k již velkým bankovním rezervám a veřejným vlastnictvím hotovosti …”

### Model IS-LM
Hicks ukázal, jak analyzovat Keynesův systém, když preference likvidity je funkcí příjmů stejně jako úrokové sazby. Keynesovo přijetí příjmů jako vliv na poptávku po penězích je krok zpět směrem k klasické teorii a Hicks podniká další krok stejným směrem zobecněním sklonu ke spoření, aby vzal oba Y a r jako argumenty. Méně klasicky rozšiřuje tuto generalizaci na časový horizont mezní výkonnosti kapitálu.
Model IS-LM používá k vyjádření Keynesova modelu dvě rovnice. První, psaná I(Y,r ) = S (Y,r ), vyjadřuje princip efektivní poptávky. Můžeme vytvořit graf na souřadnicích (Y, r) a nakreslit čáru spojující ty body, které vyhovují dané rovnici: toto je křivka IS. Stejným způsobem můžeme napsat rovnici rovnováhy mezi preferencí likvidity a peněžní zásobou jako L(Y, r) = M̂  a nakreslit druhou křivku – LM křivku – spojující body, které ji splňují. Rovnovážné hodnoty Ŷ celkových příjmů a r̂ úrokových sazeb jsou pak dány průsečíkem dvou křivek.
Pokud budeme následovat Keynesův počáteční účet, podle něhož preference likvidity závisí pouze na úrokové sazbě r, pak bude LM křivka horizontální.
Joan Robinson poznamenala, že:
“... moderní výuka byla zmatena pokusem J. R. Hickse redukovat obecnou teorii na verzi statické rovnováhy se vzorcem IS/LM.”

## Uplatnění ve světě
Po druhé světové válce přejaly keynesiánství v podstatě veškeré vyspělé země a jejich představitelé se jí inspirovali při sestavování svých politických programů. Nicméně v 70. letech 20. století utrpěla tato teorie zdrcující kritiku a byla z větší části nahrazena právě monetarismem. Důvodem byly nové jevy v ekonomii, které keynesiánci nedokázali vysvětlit – například stagflace či slumpflace.

## Aplikace keynesiánství
Klasičtí ekonomové tvrdí, že keynesiánství je zodpovědné za problémy státních rozpočtů v 60. a 70. letech (staly se hluboce deficitními), kdy bylo keynesiánství hlavním ekonomickým proudem v západním světě (zejména ve Spojených státech a Velké Británii). Tehdy došlo k velké inflaci a problémům ekonomiky a v reakci na to začal převládat vliv (neo)klasických ekonomických škol.
V souvislosti s poslední krizí zkoušely některé vlády aplikovat některé neokeynesiánské strategie.
Neokeynesiánství a neoliberalismus (klasické ekonomické školy) jsou dnes dvěma hlavními soupeřícími proudy ekonomie.